# Monteleone di Puglia
Monteleone di Puglia är en ort och kommun i provinsen Foggia i regionen Apulien i Italien. Kommunen hade 1 019 invånare (2017).